# 荊騰
荊騰（Jing Teng，1990年5月20日—），生於中國安徽省，香港足球運動員，司職中場，現時效力香港甲組聯賽球會黃大仙。

## 早年生活
荊騰生於中國安徽省，自幼已離鄉到瀋陽的足球學校受訓，從過千名年輕球員選秀中勝出，加盟上海申花青年軍。到16歲，他聯同6名年紀相若的小將隨經理人到塞爾維亞地區聯賽落班期間，與當地著名球會貝爾格萊德紅星青年軍進行友誼賽，賽後他更獲紅星球探青睞，最終卻因簽證問題未能圓夢。

## 球員生涯
回國後，荊騰輾轉加盟廣東業餘球隊番禺明珠期間，由於與香港甲組聯賽球會和富大埔有合作來往，使他於2009年暑假與5名番禺球員到香港隨大埔跟操，最終荊騰與車潤秋及陳立明獲和富大埔選用，兩年後獲得本地球員身份，更在2013年5月8日首度入選香港代表隊成為大港腳。
同年，由於和富大埔護級失敗，使荊騰轉會甲組球會晨曦，直到2014年4月由於晨曦季尾決定不會參加來季的港超聯，使荊騰重返回歸頂級聯賽的和富大埔。惟球會僅一季又再度宣佈護級失敗，使荊騰轉會甲組地區球會油尖旺。
2016年8月，荊騰加盟由中超球會廣州富力出資及組建的港超聯球會R&F富力並在9月30日作客香港飛馬的聯賽，首度為球隊落場，協助球會以2–1擊敗對手取得在香港首場勝仗。惟到季尾荊騰未獲富力留用，轉會甲組地區球會黃大仙。

## 榮譽
和富大埔
- 香港高級組銀牌冠軍（2012–13季度）

## 外部連結
- Jing Teng （页面存档备份，存于）